# Max Apelt
Max Alfred Apelt (* 9. Dezember 1861 in Halle; † 19. September 1908 in Deutsch-Wilmersdorf) war ein deutscher Verwaltungsjurist und Kommunalbeamter.

## Leben
Als Sohn des Kaufmanns August Apelt und Therese Auguste Minna, geb. Gebes, besuchte Apelt das Stadtgymnasium Halle. Nach dem Abitur begann er an der Eberhard Karls Universität Tübingen Rechtswissenschaft und Staatswissenschaften zu studieren. 1884 wurde er Mitglied der Burschenschaft Palatia Tübingen. Er wechselte an die Universität Leipzig und die Friedrichs-Universität Halle. Nach den Examen war er von 1890 bis 1892 Bürgermeister der Stadt Oederan. Von 1892 bis 1899 war er Bürgermeister von Mittweida und von 1899 bis 1907 Bürgermeister von Peine. Apelt war seit 1896 mit Margaretha Ida, geb. Bonstedt (1873–1897) aus Halle verheiratet und beide hatten einen Sohn.